# Jean-Pierre Esteva
Jean-Pierre Estéva (Reims, 14 settembre 1880 – Reims, 11 gennaio 1951) è stato un ammiraglio e politico francese, veterano della prima guerra mondiale, dove si distinse particolarmente nel corso della campagna dei Dardanelli, e fu decorato con la Croix de guerre e la Médaille militaire.
Nel dopoguerra ricoprì importanti incarichi, tra cui quelli di comandante della nave da battaglia Lorraine, della 2ª Squadra navale, e di Comandante in capo della forze navali francesi dell'Estremo Oriente. Promosso ammiraglio a cinque stelle, dopo la caduta della Francia ader' al regime di Vichy, e il 26 luglio 1940 fu nominato Residente generale di Francia in Tunisia, e decorato con la Gran Croce della Legion d'onore. Mantenne l'incarico in Tunisia fino al maggio 1943, quando fu evacuato in volo dai tedeschi e riportato in Francia, dove fu ricevuto dal Maresciallo di Francia Philippe Pétain, ed insignito dell'Ordine della francisca. Dopo la liberazione di Parigi fu arrestato dalla polizia e rinchiuso nel carcere di Clairvaux, venendo processato per collaborazionismo dall'Alta corte di giustizia di Parigi che lo condannò alla perdita del grado, e ai lavori forzati a vita. Ammalatosi gravemente, fu graziato l'11 agosto 1950.

## Biografia

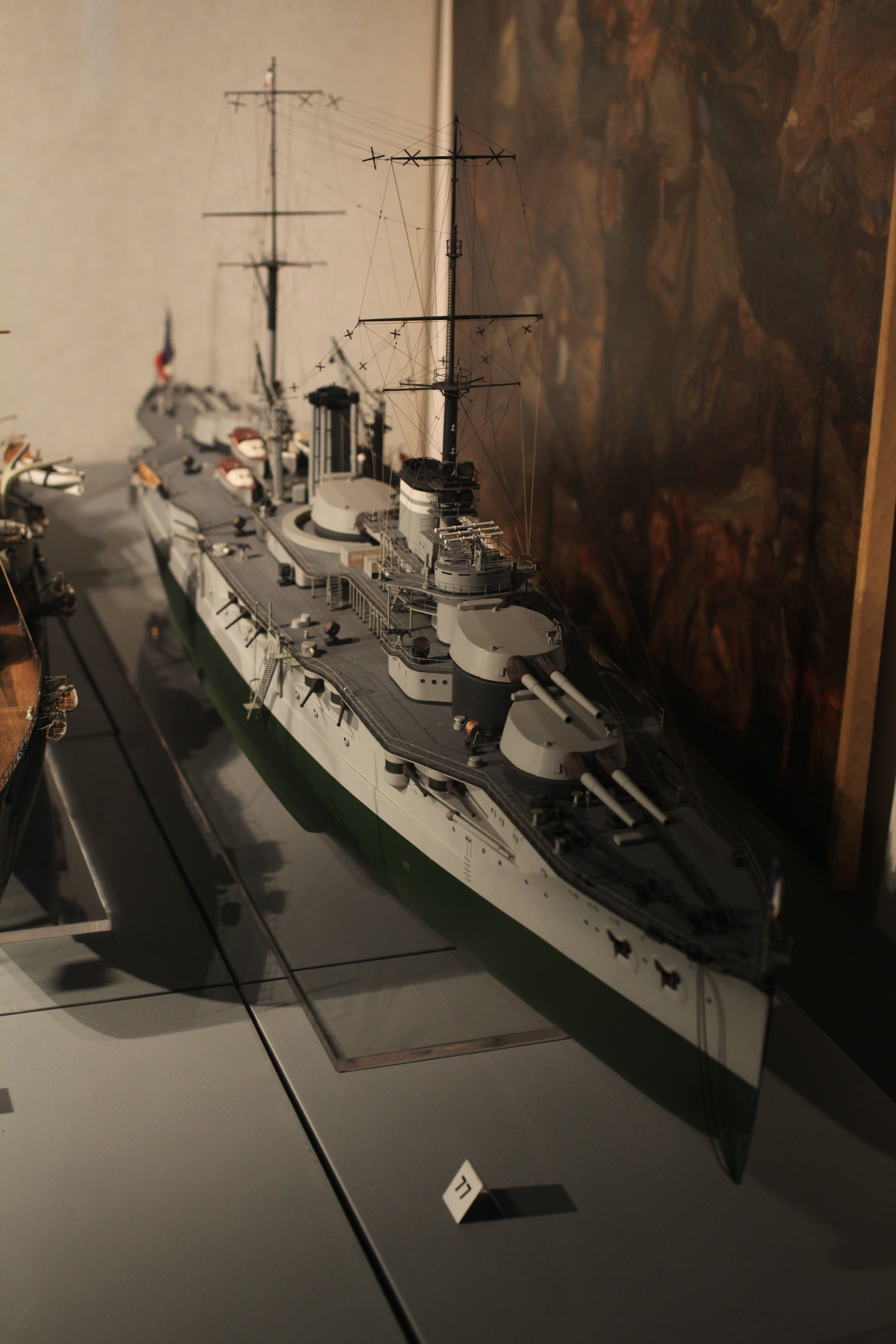
Modello in scala della nave da battaglia Lorraine.

Nacque a Reims il 14 settembre 1880. Arruolatosi nella Marine nationale nel 1898 iniziò a frequentare l'École navale, uscendone nel 1900. Promosso aspirante il 5 ottobre 1901, partì a bordo dell'incrociatore Pascal per la campagna navale dell'Estremo Oriente partecipando ad alcune operazioni in Cina. Rientrato in Patria fu assegnato alla nave da battaglia Bouvet (Cdt. Alphonse Guillou), appartenente alla Escadre de Méditerranée. Promosso enseigne de vaisseau il 5 ottobre 1903, l'anno successivo pertì per l'Estremo Oriente imbarcandosi a bordo della cannoniera Surprise, passando poi, tra il 1905-1906, a bordo della similare Orly.
Nel 1907 presta servizio come vicecomandante della 3ème Flottille de torpilleurs di stanza a Biserta, in Tunisia. A bordo della Gloire, tra il 1908 e il 1910 prende parte ad operazioni lungo le coste del Marocco. Il 12 agosto 1910 fu promosso tenente di vascello, e il 1 gennaio 1931 si imbarcò sulla nave da battaglia Patrie, appartenente alla 1ère Escadre (Cdt. Maurice Grasset). Quando scoppiò la prima guerra mondiale si trovava imbarcato a bordo dell'incrociatore Jeanne D'Arc, e partecipò alla campagna dei Dardanelli, rimanendo ferito durante le operazioni di sbarco sulla spiaggia di Koum-Kalehil.
Decorato con la Croix de guerre fu citato all'ordine del giorno dell'armata navale. Assegnato ad in incarico a terra come vicecomandante del Servizio porti e comunicazioni marittime, assunse poi il comando del pattugliatore Jeanne-et-Geneviève, un battello civetta addetto alla caccia ai sommergibili. Il 6 agosto 1917 ingaggiò un duro combattimento contro un sottomarino nemico, e per questo fatto fu di nuovo citato all'ordine del giorno dell'armata navale e insignito della Médaille militaire.
Capitano di corvetta nel luglio 1918, fu ufficiale d'ordinanza del Ministro della marina Georges Leygues, e promosso capitano di fregata l'11 settembre 1919 divenne comandante dell'incrociatore Colmar. Il 2 gennaio 1921 divenne comandante le compagnie di formazione dei marinai indigeni a Biserta. Professore presso la scuola di guerra, fu promosso capitano di vascello il 28 dicembre 1924, assumendo poi il comando della nave da battaglia Lorraine.
Divenne contrammiraglio il 6 agosto 1929, e in seguito fu direttore dell'Aéronautique maritime, e poi sotto capo di stato maggiore delle forze aeree (1930). Nominato comandante della 2ère Escadre alzò la sua insegna sulla nave da battaglia Jean Bart. Promosso viceammiraglio nel febbraio 1935, partì per l'Estremo oriente dove alzò la sua insegna sull'incrociatore leggero Primauguet in qualità di comandante in capo della forze navali francesi dell'Estremo Oriente. Durante i suoi giorni nell'Oceano Pacifico visitò regolarmente le basi navali britanniche di Hong Kong e Singapore e scoprì, preoccupato, la potenza della marina imperiale giapponese, allora in piena fase di espansione. Al suo ritorno nel territorio metropolitano la sua polivalenza, e le sue competenze, lo fecero nominare Ispettore delle forze marittime, ispettore del personale e membro del Conseil supérieur de la marine. Nel settembre 1937 fu elevato al rango di ammiraglio, e allo scoppio della seconda guerra mondiale, il 1 settembre 1939, assunse il comando della forze navali francesi del sud.

### La seconda guerra mondiale

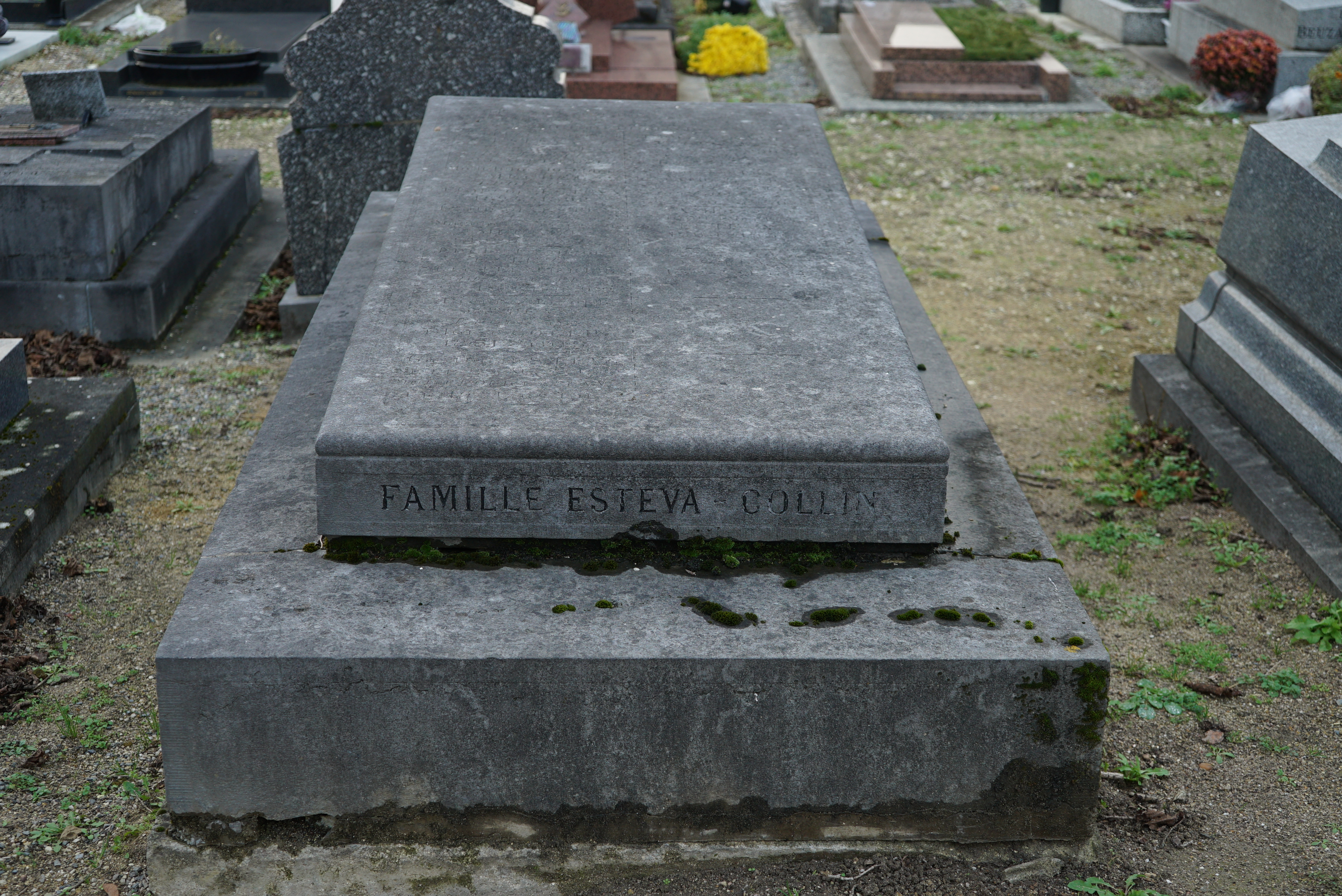
Tomba della famiglia Esteva situata nel Cimitero sud di Reims.

Dopo la firma dell'armistizio di Compiègne del 22 giugno 1940, che sanciva la fine della battaglia di Francia, come molti altri ammiragli tra cui François Darlan, scelse di servire il nuovo regime di Vichy. Considerato un uomo di fiducia del Maresciallo di Francia Philippe Pétain, elevato a Cavaliere di Gran Croce della Legion d'onore, partì per il Nord Africa francese dove, il 26 luglio assunse la carica di Residente generale di Francia in Tunisia, succedendo a Marcel Peyrouton che venne chiamato ad assumere funzioni ministeriali a Vichy. L'8 novembre 1942, quando gli angloamericani lanciarono l'operazione Torch, sbarcando truppe in Algeria, ricopriva ancora il suo incarico e si trovava in Tunisia. Alle 2:00 del mattino di quello stesso giorno ebbe un colloquio con il console americano a Tunisi, Hooker Doolittle, che gli consegnò due lettere del presidente Franklin Delano Roosevelt che lo invitavano ad unirsi alla causa Alleata.
La sua risposta fu secca, e disse a Doolittle che lui prendeva ordini solo dal legittimo governo di Vichy. La reazione delle forze dell'Asse fu comunque rapidissima, già il giorno successivo 9 novembre, aerei della Luftwaffe atterrarono sull'aeroporto di El Aouina su ordine del feldmaresciallo Albert Kesselring. Inizialmente egli condannò fermamente tale gesto, che violava gli accordi tra la Germania e la Francia di Vichy, me su precise istruzioni del capo del governo Pierre Laval, e per lealtà a Pétain, non si oppose militarmente all'arrivo della forze italo-tedesche, mettendo a loro disposizione diverse basi aeree francesi, e le scorte di carburante ivi presenti. Mise a tacere l'opposizione del contrammiraglio Edmond Derrien e del generale Georges Barré, che avevano incoraggiato le truppe al suo comando a unirsi agli Alleati nel combattere le truppe dell'Asse.
Il 7 maggio 1943, quando le truppe alleate entrarono a Tunisi, egli fu evacuato in Francia dai tedeschi contemporaneamente al console generale del Terzo Reich in Tunisia. A Parigi fu portato all'Hotel Ritz (allora in parte occupato dalla Luftwaffe) per essere messo agli arresti domiciliari in attesa che le autorità tedesche decidessero sul suo destino. Chiuso nella sua stanza, sorvegliato da sentinelle tedesche, venne rilasciato il 18 maggio e poi mandato a Vichy dove fu accolto calorosamente da Pétain che si congratulò personalmente con lui per la sua fedeltà dimostrata agli ordini ricevuti. Il ministro degli esteri tedesco Joachim von Ribbentrop gli inviò un messaggio personale di simpatia e lo ringraziò per il suo ruolo a favore degli italo-tedeschi nella campagna di Tunisia. In Nord Africa, invece, si riunì un Consiglio di Guerra delle Forces françaises libres (FFL)  presieduto dal generale Henri Giraud che il 15 maggio lo condannò in contumacia alla pena di morte.
Il 22 settembre 1944 venne arrestato dalla polizia francese a Parigi e poi imprigionato nella prigione di Clairvaux. Fu istruito un nuovo processo, con le seguenti accuse:  aver consegnato grano all'esercito italiano in Libia, concesso facilitazioni alle truppe dell'Asse per stabilirsi sulla costa e negli aeroporti tunisini dopo lo sbarco alleato del novembre 1942, reclutamento di operai e combattenti per costituire la Phalange africaine al servizio della Germania nazista, e avere espresso più volte la sua simpatia per la causa tedesca. Egli si difese affermando di avere adottato la strategia del "doppio gioco" e che nonostante la sua lealtà a Pétain, non era una cieca disciplina a guidarlo, e che era venuto a patti con il nemico solo per salvare l'essenziale. Una sua partenza avrebbe di fatto passato la Tunisia sotto il completo controllo italiano, la consegna del grano agli italiani in Libia era stata compensata da identiche spedizioni alle popolazioni francesi, che aveva sabotato il reclutamento della Phalange africaine, e che non aveva abbastanza truppe, disponendo di solo 12 000 uomini, per opporsi alle forze dell'Asse, essendo gli Alleati ancora troppo lontani. Il vice ammiraglio Émile Muselier testimoniò in suo favore durante questo processo. Il 15 marzo 1945 l'Alta Corte di Giustizia lo scagionò dall'accusa di tradimento riconoscendolo invece colpevole di aver collaborato con il nemico, e condannandolo alla perdita del grado e ai lavori forzati a vita. Gravemente ammalatosi ottenne la grazia l'11 agosto 1950, e si spense a Reims pochi mesi dopo, l'11 gennaio 1951.

### Il suo ruolo nella persecuzione degli ebrei
Esteva era celibe, viveva come un asceta, era di stretta osservanza cattolica e non accolse con favore l'emanazione da parte del governo di Vichy del nuovo Statut de Juif, che entrò in vigore in Tunisia solo il 30 novembre 1940 e prevedeva il limite entro il quale i lavoratori ebrei dovevano essere esclusi dai alcuni tipi di lavori al 5 febbraio 1941. Fu messo, privatamente, in guardia dall'arcivescovo di Cartagine Charles-Albert Gounot ad applicare rigidamente le leggi antisemite, e anche dal Direttore della giustizia della Tunisia Lamotte, che lui incontrava ogni mattina alla messa delle sette. In particolare Lamotte riuscì a convincerlo che non solo l'antisemitismo era anticristiano, ma avrebbe nociuto alla causa della Francia nel lungo termine.
Insieme al contrammiraglio Derrien, comandante della marina francese a Biserta, finanziò anonimamente con fondi propri un'opera assistenziale (Nos Petits) che serviva ogni giorno 500 pasti caldi ai piccoli della Hara. Inoltre concesse alla comunità ebraica di produrre un proprio giornale, Le Petit Matin, che ebbe come sottotitolo Journal Israélite del Tunisie.

### Annotazioni
1. ↑  Durante il suo processo davanti all'Alta corte: di Parigi Esteva affermò: Questa lettera non mi interessa. Sono un dipendente pubblico francese. Non avevo niente a che fare con von Ribbentrop.

### Fonti
1. ↑  Coston 2002, p. 76.
2. 1 2 3 4 5 6 7 8 9 10  Le Monde.
3. 1 2 3 4 5 6 7 8 9 10 11 12 13  École navale traditions.
4. ↑  Paxton 1966, p. 68.
5. 1 2 3  Paxton 1966, p. 363.
6. ↑  Paxton 1966, p. 365.
7. ↑  Paxton 1966, p. 370.
8. ↑  Paxton 1966, p. 368.
9. ↑  Ruffin 2004, p. 124.
10. ↑  Jaffré 1962, pp. 100-101.
11. 1 2  Petrucci 2016, p. 82.
12. 1 2  Petrucci 2016, p. 83.
13. ↑  Petrucci 2016, p. 84.